# Ансамбл „Коло”
Ансамбл „Коло” је основан 15. маја 1948. године у Београду од стране Владе Народне Републике Србије. Са радом је, званично, почео десет дана касније а прве пробе су одржане у музичкој школи „Станковић” у Београду.
Ансамбл народних игара Србије, како се званично ово друштво звало приликом оснивања, има за циљ да сакупља, обрађује и чува свеопште народно играчко, певачко и музичко благо. Ансамбл „Коло” на уметнички начин интерпретира игре и песме српског народа и етничких група и популарише их преко својих концерата у Србији и у иностранству.

## Историјат
Ансамбл „Коло” је свој први концерт имао 29. новембра 1948. године на свечаној Академији у Народном позоришту у Београду. У кореографији Олге Сковран, која је уједно била и руководилац ансамбла, Коло је извело три тачке: „Банатска момачка игра”, „Калач” и „Игре из Србије”.
Ускоро Ансамбл постаје све познатији и већ после месец дана одржава још два концерта у Београду а своје прво гостовање у иностранству, Швајцарској, бележи у марту 1950. године
Са порастом популарности и интересовања расте и Ансамбл. Само шест месеци после оснивања Ансамбл добија хор од тридесет чланова, затим и оркестар. У самом зачетку оркестром је дириговао Живојин Здравковић, а Макса Попов тамбурашким оркестром радио Београда. Први Стручни савет Ансамбла су чинили: Драгутин Чолић, Мага Магазиновић, Стана Клајн и Бранко Марковић.
Први кореограф Ансамбла је била Олга Сковран
Ансамбл је током своје историје успоставио сарадњу са еминентним српским кореографима као што су: Драгомир Вуковић, Десанка Ђорђевић, Радојица Кузмановић, Владимир Логунов, Милорад Лонић, Бранко Марковић, Милорад Мишковић, Добривоје Путник, Олга Сковран, Мира Сањина, Братислав Грбић и Бора Талевски.
Помоћу ових и још неких неспоменутих кореографа данашњи ансамбл „Коло” има око 140 кореографија.
Такође су са Ансамблом сарађивали и истакнути српски музичари, композитори и диригенти: Петар Јосимовић, Јосип Славенски, Стеван Христић, Никола Херцигоња, Боривоје Пашћан, Оскар Данон, Станојло Рајичић, Душан Сковран и Зоран Христић.
Ансамбл „Коло” је у досадашњих преко 70 година постојања приредило више од 5.000 концерата пред око 10 милиона гледалаца у најпрестижнијим концертним салама:
Метрополитен, Палата Шајо, Карнеги хол, Ројал фестивал хол, Опера у Келну, Театар Фениче, Бољшој театар, Опера у Амстердаму, Кембриџ театар и Гранд казино у Женеви.
Своје данашње име Коло, Ансамбл народних игара и песама Србије добија 1953. године, а име су му дали сами играчи.

## Очување нематеријалног културног наслеђа Србије
На иницијативу Ансамбла народних игара и песама „Коло” у Национални регистар нематеријалног културног наслеђа Србије нашла су се два елемента:
- Коло као облик народне игре у Србији[1] и
- Руменка, специфично коло источне Србије[2]

Коло, као специфична народна игра у актуелној играчкој пракси Србије и виталан облик традиционалне културе 2017. године нашло се и на Унескову репрезентативну листу нематеријалног културног наслеђа човечанства.

## Фото галерија
|  |